# Placido Abela
Placido Abela (bürgerlich Joseph-Hilarion Abela; * 1814 in Neapel; † 6. Juli 1876 in Montecassino) war ein italienischer Organist, Komponist von Kirchenmusik und Prior des Benediktinerklosters Montecassino.

## Leben
Placido Abelas Vater war der Freiheitskämpfer Gaetano Abela. Er stammte aus einer adligen, sizilianischen Familie, die ursprünglich in Spanien beheimatet war. Gaetanos Frau stammte aus Neapel und starb bei der Geburt ihres Sohnes, Joseph Hilarion. Seine Schwiegereltern kümmerten sich um das Kind, nachdem er nach Sizilien zurückgekehrt war. Joseph Hilarion zeigte eine große musikalische Begabung. Er erhielt Musikunterricht am Real Collegio di Musica im Konvent von San Sebastiano. 1826 bezog das Kolleg seinen heutigen Sitz im ehemaligen Konvent von San Pietro a Maiella und wurde in  Reale Conservatorio di Musica di San Pietro a Majella umbenannt. Hier unterrichtete ihn Pietro Casella. Nach dem Tod seines Vaters schickte ihn der König von Neapel im Alter von dreizehn Jahren auf das Collegio de Maddaloni, wo er weiter Musik- und Klavierunterricht erhielt.
Im Alter von 16 Jahren erhielt er die königliche Erlaubnis sich den Benediktinern in Montecassino anzuschließen. Er erhielt den Vornamen Placido, mit dem er bekannt wurde. 1835 legte er sein Ordensgelübde ab. Er wurde Organist an der Kirche von Montecassino und erlernte Komposition im Selbststudium. 1851 hielt sich der Musik- und Kompositionslehrer Giovanni Battista de Vecchis in Montecassino auf, um die Seminaristen und Schüler in Musik zu unterrichten. Auch Abela erhielt von ihm Unterricht in Komposition und Kontrapunkt. Nach der Abreise de Vecchis’ setzte Abela sein Selbststudium mit Hilfe von Büchern fort. Weiteren Kompositionsunterricht erhielt er von Filippo Hercolani, einem Schüler Niccolò Zingarellis, der sich in San Germano, dem heutigen Cassino (Latium), niedergelassen hatte. Mittlerweile war Placido Prior des Klosters geworden.

## Werke (Auswahl)
In der Biblioteca statale del monumento nazionale – Montecassino und auf interculturale.it finden sich viele Werke Placido Abelas. Viele sind digitalisiert und unter Weblinks aufgeführt.

### Werke mit opus-Zahl
- op. 7, Litanie della Beata Vergine Maria, für einstimmigen Chor und Orgel[5]
- op. 8, Litanie della Beata Vergine Maria, für zweistimmigen Männerchor und Orgel[6]
- op. 9, Sancta Maria, für dreistimmigen Männerchor und Orgel[7][8]
- op. 9, Intonazioni festive dei salmi in tutti i modi e con le relative desinenze: canto fermo gregoriano: [Festliche Psalmintonationen in allen Modi und Schlüssen; gregorianischer cantus firmus] reduziert und mit Harmonien für die Orgel versehen von Placido Abela[9]
- op. 10, Sancta Maria, für zwei Altstimmen und Bass[10]
- op. 10 Antifone da cantarsi dopo l’ora di Compieta secondo i tempi: canto fermo gregoriano [Antiphone die gemäß der Zeit in der Komplet gesungen werden; gregorianischer cantus firmus] reduziert und harmonisiert für Orgel von Vater Don Placido Abela[11]
- Op. 11, Popule meus: canto fermo gregoriano; für Karfreitag; Litanei aus dem Kloster Montecassino, gregorianischer cantus firmus; reduziert und harmonisiert für die Orgel von Placido Abela[12]
- op. 12, Cantico della Beata Vergine: magnificat: canto fermo gregoriano [Canticum der Jungfrau Maria: Magnificat; gregorianischer Cantus firmus] reduziert vom Cantus firmus für 3 Stimmen und Orgel von Placido Abela[13][14]
- op. 13, Mottetto sacro da cantarsi in tutt’i tempi all’offertorio nella messa solenne opac.sbn.it
- op. 14, Offertorio per la messa solenne: da eseguirsi sull'organo moderno instrumentato
- op. 16, Sequenze di canto fermo o gregoriano, trascritte con ritmo ed armonia per organo … da Placido Abela [Sequenzen, jeweils der cantus firmus oder die gregorianische Choralmelodie, transkribiert mit Rhythmus und Harmonien für die Orgel von Placido Abela][4][15] enthält: Stabat mater[16]
- op. 17,  Sequenza di Pasqua / ridotta ed armonizzata dal padre Don Placido Abela [Ostersequenz, reduziert und harmonisiert von Pater Don Placido Abela;
- Victimae paschali für einstimmigen Chor und Orgel[17]
- op. 19, Sequenza per la solennita del Corpus Domini / ridotta ed armonizzata dal padre Don Placido Abela [Sequenz zu Fronleichnam reduziert und harmonisiert von Pater Don Placido Abela] für einstimmigen Chor und Orgel (in der Quelle ist die Sequenz mit Veni sancte spiritus tituliert, eigentlich die Pfingstsequenz?)
- op. 20 Sequenza dei defunti / ridotta ed armonizzata dal padre Don Placido Abela [Sequenz für dei Verstorbenen, reduziert und harmonisiert von Pater Don Placido Abela] Dies irae für einstimmigen Chor und Orgel[18]

### Werke ohne opus-Zahl
- Ave Maria alla Palestrina a 4 voci[19]
- Christus e Miserere alla Palestrina[20]
- Te deum a 4 voce con coro ed organo, 1864[21] [Te deum für 4 Gesangssolisten mit Chor und Orgel]
- Vespero corale a tre voci con quartetto[22] [Choralvesper für drei Stimmen und Streichquartett]

## Rezeption
Hugo Riemann schreibt in seinem Musiklexikon: „Dom Placido war ein tüchtiger Orgelspieler und kirchlicher Komponist“.

### Notendigitalisate

#### Manuskripte in derBiblioteca statale del monumento nazionale - Montecassino; auf internetculturale.it
Instrumentalmusik
- Armonia per fisarmonica, pianoforte e violoncello, 1875.  [für Akkordeon, Klavier und Violoncello]; FR0084-01A01_21
- Armonia per tempo dell’Elevazione calla messa solenne 1873 FR0084-07A04_16b
- Concerto Armonico per / Flauto, Violino, Violoncello, e Piano-Forte, 1864 FR0084-01A01_03
- Concerto Armonico per Pianoforte, Violoncello ed Harmonium, 1871 FR0084-01A01_18
- Concerto Armonico tra Pianoforte, Harmonium e Violoncello, 1875 FR0084-01A01_06a
- Concerto armonico per Violoncello, Pianoforte e Fisarmonica, 1871 [Concerto armonico für Violoncello, Klavier und Akkordeon]; FR0084-01A01_05
- Pezzo si Armonia fatto per la banda Musicale di Cervaro dal P. D. Placido, 1859 FR0084-01A01_22
- Zwei Polkas für Klavier FR0084-01A01_04ab

Kirchenmusik
- Alma redemtoris mater für dreistimmigen Männerchor und Orgel; FR0084-07A03_18f
- Ave Maria alla Palestrina für vierstimmigen gemischten Chor a cappella; FR0084-07A04_22a
- Ave Regina coelorum a tre voci für dreistimmigen Männerchor a cappella; FR0084-07A03_18e
- Beatus vir, 1863 für dreistimmigen Männerchor und Streicher; FR0084-07A04_04F
- Benedicamus domino, 1873 für dreistimmigen Männerchor und Orgel; FR0084-07A04_16a
- Benedictus et Scholastica einstimmiger Choral mit Orgelbegleitung; FR0084-07A04_24
- Cantico dei figli di Maria, 1869 für zwei Altstimmen und Orgel; FR0084-07A04_05b
- Christus factus est und Miserere alla Palestrina, 1862 für Sopran, Alt, Tenor und Bass; FR0084-07A03_23
- Beatus vir, 1863 für dreistimmigen Männerchor und Streicher; FR0084-07A04_04e
- De profundis, 1863 für Mezzosoprane, Tenöre und Bässe und Orgelbegleitung; FR0084-07A04_23
- Dies irae, 1875 einstimmiger Chor mit Orgelbegleitung; FR0084-07A04_01e
- Dixit dominus, 1863 für dreistimmigen Männerchor und Streicher; FR0084-07A04_04a
- Exsultet omnia turba fidelium, 1872 für dreistimmigen Chor und Orgel; FR0084-07A03_12
- Gesù deh vieni, 1869 für zwei Altstimmen und Orgel; FR0084-07A04_05a
- Hostem repellas longius, 1876 für dreistimmigen Männerchor; FR0084-07A04_02
- Hostem repellas longius, 1876 für dreistimmigen Männerchor; FR0084-07A04_20
- Israel es tu rex für dreistimmigen Männerchor und Orgel; FR0084-07A03_18b
- Laeta qui es magna ducis, 1871 für dreistimmigen Männerchor und Orgel; FR0084-07A03_21
- Laetatus sum 1863 für dreistimmigen Männerchor und Streicher;FR0084-07A04_04c
- Lauda Sion, 1875 op. 18; einstimmiger Choral mit Orgelbegleitung; FR0084-07A04_01c
- Laudate pueri, 1863 für dreistimmigen Männerchor und Streicher; FR0084-07A04_04b
- Laudibus cives 1870 für dreistimmigen Männerchor und Orgel; FR0084-07A03_05
- Laudibus cives, 1870 für dreistimmigen Männerchor und Orgel; FR0084-07A03_09
- Litanie della Beata Maria vergine op. 7; FR0084-07A04_08a
- Litanie della Beata Vergine Maria für zweistimmigen Männerchor und Orgel op.8
- Magnificat für dreistimmigen Männerchor und Orgel; FR0084-07A03_22
- Magnificat a quartetto FR0084-07A04_29
- Memento nostri beata Joseph, 1871 für zwei Tenöre und Orgel; FR0084-07A03_16
- Miserere a a 4 voci, 1862 FR0084-07A03_06
- Missa in Agenda mortuorum FR0084-07A03_02c
- Missa Beate Marae virginis FR0084-07A03_01a
- Missa di Doppio minore Kyrie, Sanctus; Agnus Dei; FR0084-07A03_04d
- Missa domenicalis FR0084-07A03_02b
- Missa feriale FR0084-07A03_04e
- Missa In ferialibus diebus FR0084-07A03_03d
- Missa Lauda Sion FR0084-07A03_03a
- Missa Post Octava et Tempore Paschali FR0084-07A03_03c
- Missa Sancti Abel für Sopran und Orgel, Messa Corale; FR0084-07A04_25
- Missa S Mauri FR0084-07A03_03b
- Missa S Placidii, 1874 für Sopran und Basso continuo, Messa Corale; FR0084-07A04_25
- Missa Semidoppio maggiore FR0084-07A03_04b
- Missa Semidoppio minore FR0084-07A03_04c
- Missa Solenniprimo FR0084-07A03_02a
- Missa Spiritus Sancti FR0084-07A03_04a
- Nisi dominus, 1863 für dreistimmigen Männerchor und Streicher; FR0084-07A04_04d
- O salutaris hostia, 1861 für Tenorsolo und Orchester; FR0084-07A03_20
- O salutaris hostia, 1862 für Chor und Orchester; FR0084-07A04_30
- O salutaris hostia, 1868 für Chor und Orchester; FR0084-07A04_06
- O Taddeo, gran prottetore, 1875 für dreistimmigen Männerchor, einstimmigen Kinderchor (Soprane) und Orgel; FR0084-07A03_19
- Pange lingua für dreistimmigen Männerchor; FR0084-07A03_18g
- Pange lingua alla Palestrina a tre 1866 für dreistimmigen Männerchor a cappella, FR0084-07A03_17a
- Pange lingua für dreistimmigen Männerchor und Orgel; FR0084-07A04_18b
- Pastorale nocturnum, 1874 für einstimmigen Gesang und Orgel; Text: Credo; FR0084-07A04_26
- Popule meus, 1867 für dreistimmigen Männerchor und Orgel; FR0084-07A03_18a
- Regina coeli a tre für dreistimmigen Männerchor a cappella; FR0084-07A03_18d
- Requiem FR0084-07A03_01b
- Salve regina a tre voce für dreistimmigen Männerchor a cappella; FR0084-07A03_18c
- Salve regina, 1873 für dreistimmigen Männerchor und Orgel; FR0084-07A04_15
- Sancta Maria, 1871 für zwei Altstimmen und Orgel; FR0084-07A04_13a
- Sancta Maria, 1871 für zwei Altstimmen und Orgel; FR0084-07A04_13b
- Sancta Maria op.9 für dreistimmigen Chor und Orgel; FR0084-07A04_08c
- Stabat mater, 1875 op. 17 einstimmiger Choral mit Orgelbegleitung; FR0084-07A04_01a
- Tantum ergo, 1871 für Bariton und Orgel; FR0084-07A03_07
- Tantum ergo, 1863 für Tenor und Orgel; FR0084-07A04_09
- Tantum ergo, 1871 für zweistimmigen Kinderchor (2 Altstimmen) und Orgel; FR0084-07A04_09
- Te deum, 1864 für vierstimmigen Männerchor und Orgel; FR0084-07A04_22b
- Veni sancte spiritus, 1870 für dreistimmigen Chor und Orgel; FR0084-07A03_08
- Veni sancte spiritus, 1875 einstimmiger Choral mit Orgelbegleitung; FR0084-07A04_01d
- Venite et ascendamus, 1867 Antifon für dreistimmigen Chor (Sopran, Alt, Bass) und Orgel; FR0084-07A03_13
- Vexilla regis prodeunta tre voce, 1866; für dreistimmigen Männerchor a cappella; FR0084-07A03_17b
- Vexilla regis prodeunt für vierstimmigen Männerchor; FR0084-07A03_18h
- Vexilla regis prodeunt für dreistimmigen Männerchor und Orgel; FR0084-07A04_18c
- Victimae paschali laudes einstimmiger Choral mit Orgelbegleitung; FR0084-07A04_01b

Lieder und Arien
- Guarda la luna, 1860 Breve Arietta per camera für Tenor und Pianoforte; FR0084-01A01_01bis
- La tortorella, 1875 Romanza für Sopran oder Tenor und Pianoforte;FR0084-01A01_02
- La totrorella, 1874; Romanza para voce di Soprano; FR0084-01A01_01